# Batocera thomsonii
Batocera thomsonii är en skalbaggsart som beskrevs av Javet 1858. Batocera thomsonii ingår i släktet Batocera och familjen långhorningar. Inga underarter finns listade.